# Lomographa merricki
Lomographa merricki är en fjärilsart som beskrevs av Samuel E. Cassino och Louis W. Swett 1922. Lomographa merricki ingår i släktet Lomographa och familjen mätare. Inga underarter finns listade i Catalogue of Life.